# Danh sách bài hát đạt chứng nhận tại Hàn Quốc

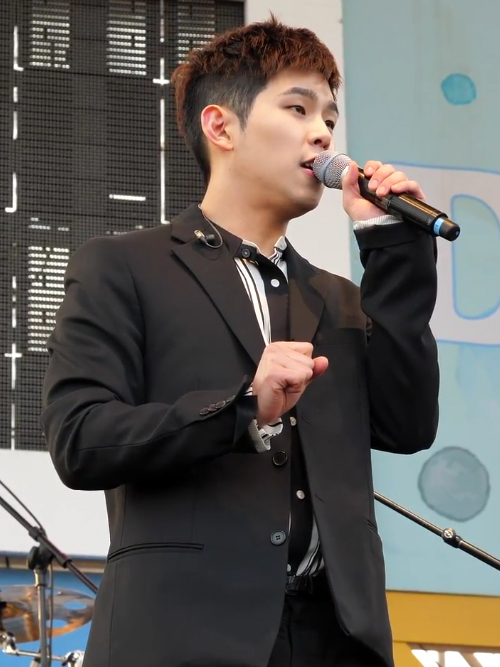
"Every Day, Every Moment" của Paul Kim là bài hát được chứng nhận cao nhất tại Hàn Quốc. Nó đã được chứng nhận 3× Bạch kim cho lượt phát trực tuyến và 2× Bạch kim cho lượt tải.

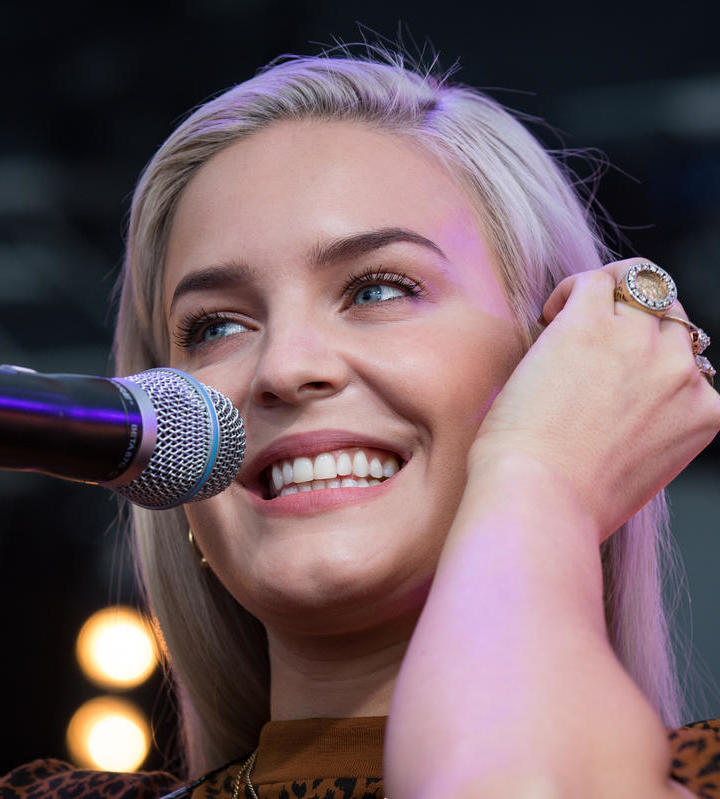
"2002" của Anne-Marie là bài hát không phải tiếng Hàn đầu tiên được chứng nhận.

Kể từ năm 2018, mười hai bài hát, mười bốn chứng nhận streaming và sáu chứng nhận download, đã được chứng nhận tại Hàn Quốc theo các cấp độ chứng nhận do Hiệp hội Nội dung Âm nhạc Hàn Quốc (KMCA) thiết lập. Được thành lập vào năm 2008, KMCA đã giới thiệu các bảng xếp hạng chính thức của Hàn Quốc vào năm 2010 và các chứng nhận đĩa thu âm đã được thực hiện vào tháng 4 năm 2018. Mỗi bài hát được phát hành sau ngày 1 tháng 1 năm 2018 đều đủ điều kiện để được chứng nhận. KMCA phân chia chứng nhận các bài hát về lượt streaming và download.

## Chứng nhận
| Ngưỡng cho mỗi chứng nhận | Ngưỡng cho mỗi chứng nhận | Ngưỡng cho mỗi chứng nhận | Ngưỡng cho mỗi chứng nhận |
| Lượt phát trực tuyến      | Lượt phát trực tuyến      | Lượt phát trực tuyến      | Lượt phát trực tuyến      |
| Bạch kim                  | 2× Bạch kim               | 3× Bạch kim               | Tỷ                        |
| ------------------------- | ------------------------- | ------------------------- | ------------------------- |
| 100,000,000               | 200,000,000               | 300,000,000               | 1,000,000,000             |
| Lượt tải                  |                           |                           |                           |
| Bạch kim                  | 2× Bạch kim               | 3× Bạch kim               | Kim cương                 |
| 2,500,000                 | 5,000,000                 | 7,500,000                 | 10,000,000                |

## Theo lượt download/streaming
| Bài hát                                          | Nghệ sĩ       | Chứng nhận | Chứng nhận          | Ngày phát hành          | Ngày đạt chứng nhận | Ngày đạt chứng nhận | Chứng nhận Stream | Chứng nhận doanh số |
| Bài hát                                          | Nghệ sĩ       | Streaming  | Download            | Ngày phát hành          | Streaming           | Download            | Chứng nhận Stream | Chứng nhận doanh số |
| ------------------------------------------------ | ------------- | ---------- | ------------------- | ----------------------- | ------------------- | ------------------- | ----------------- | ------------------- |
| "Love Scenario" (사랑을 했다)                    | iKon          | Bạch kim   | Bạch kim            | 25 tháng 1 năm 2018     | 8 tháng 6 năm 2018  | 8 tháng 11 năm 2018 | 100,000,000       | 2,500,000           |
| "Bboom Bboom" (뿜뿜)                             | Momoland      | Bạch kim   | Not awarded         | 3 tháng 1 năm 2018      | 9 tháng 8 năm 2018  | Not awarded         | 100,000,000       | Not awarded         |
| "You"                                            | MeloMance     | Bạch kim   | Not awarded         | 22 tháng 1 năm 2018     | 8 tháng 11 năm 2018 | Not awarded         | 100,000,000       | Not awarded         |
| "Only Then"                                      | Roy Kim       | Bạch kim   | Bạch kim            | 12 tháng 2 năm 2018     | 8 tháng 11 năm 2018 | 7 tháng 3 năm 2019  | 100,000,000       | 2,500,000           |
| "Starry Night" (별이 빛나는 밤)                  | Mamamoo       | Bạch kim   | Not awarded         | 7 tháng 3 năm 2018      | 8 tháng 11 năm 2018 | Not awarded         | 100,000,000       | Not awarded         |
| "Every day, Every Moment" (모든 날, 모든 순간)   | Paul Kim      | Bạch kim   | Bạch kim            | 20 tháng 3 năm 2018     | 8 tháng 11 năm 2018 | 7 tháng 3 năm 2019  | 100,000,000       | 2,500,000           |
| "Travel" (여행)                                  | Bolbbalgan4   | Bạch kim   | Bạch kim            | 24 tháng 5 năm 2018     | 8 tháng 11 năm 2018 | 11 tháng 4 năm 2019 | 100,000,000       | 2,500,000           |
| "Ddu-Du Ddu-Du" (뚜두뚜두)                       | Blackpink     | Bạch kim   | Bạch kim            | 15 tháng 6 năm 2018     | 8 tháng 11 năm 2018 | 11 tháng 4 năm 2019 | 100,000,000       | 2,500,000           |
| "Roller Coaster"                                 | Chungha       | Bạch kim   | Not awarded         | 17 tháng 1 năm 2018     | 6 tháng 12 năm 2018 | Not awarded         | 100,000,000       | Not awarded         |
| "Way Back Home"                                  | Shaun         | Bạch kim   | Bạch kim            | 27 tháng 6 năm 2018     | 6 tháng 12 năm 2018 | 11 tháng 4 năm 2019 | 100,000,000       | 2,500,000           |
| "Don't Give It To Me"                            | Loco & Hwasa  | Bạch kim   | Not awarded         | 21 tháng 4 năm 2018     | 11 tháng 1 năm 2019 | Not awarded         | 100,000,000       | Not awarded         |
| "Love, ing" (열애중)                             | Ben           | Bạch kim   | Not awarded         | 8 tháng 5 năm 2018      | 7 tháng 3 năm 2019  | Not awarded         | 100,000,000       | Not awarded         |
| "Fake Love"                                      | BTS           | Bạch kim   | Not awarded         | 18 tháng 5 năm 2018     | 7 tháng 3 năm 2019  | Not awarded         | 100,000,000       | Not awarded         |
| "Dance The Night Away"                           | Twice         | Bạch kim   | Not awarded         | 9 tháng 7 năm 2018      | 7 tháng 3 năm 2019  | Not awarded         | 100,000,000       | Not awarded         |
| "There has never been a day I haven't loved you" | Im Chang-jung | Bạch kim   | Not awarded         | 19 tháng 9 năm 2018     | 9 tháng 5 năm 2019  | Not awarded         | 100,000,000       | Not awarded         |
| "Bbibbi" (삐삐)                                  | IU            | Bạch kim   | Not awarded         | 10 tháng 10 năm 2018    | 9 tháng 5 năm 2019  | Not awarded         | 100,000,000       | Not awarded         |
| "Me After You" (너를 만나)                       | Paul Kim      | Bạch kim   | Not awarded         | 29 tháng 10 năm 2018    | 9 tháng 5 năm 2019  | Not awarded         | 100,000,000       | Not awarded         |
| "Fall in Fall" (가을 타나 봐)                    | Vibe          | Bạch kim   | Not awarded         | Tháng 10 năm 2018       | 6 tháng 6 năm 2019  | Not awarded         | 100,000,000       | Not awarded         |
| "Solo"                                           | Jennie        | Bạch kim   | Not awarded         | 12 tháng 11 năm 2018    | 6 tháng 6 năm 2019  | Not awarded         | 100,000,000       | Not awarded         |
| "After You've Gone" (넘쳐흘러)                   | MC the Max    | Bạch kim   | Not awarded         | Ngày 2 tháng 1 năm 2019 | 11 tháng 7 năm 2019 | Not awarded         | 100,000,000       | Not awarded         |
| "Idol"                                           | BTS           | Bạch kim   | 24 tháng 8 năm 2018 | 8 tháng 8 năm 2019      | 100,000,000         | Not awarded         |                   | Not awarded         |
| "Yes or Yes"                                     | Twice         | Bạch kim   | 5 tháng 11 năm 2018 | 8 tháng 8 năm 2019      | 100,000,000         | Not awarded         |                   | Not awarded         |
| "180 Degree" (180도)                             | Ben           | Bạch kim   | 7 tháng 12 năm 2018 | 8 tháng 8 năm 2019      | 100,000,000         | Not awarded         |                   | Not awarded         |